# Kerstin Müller
Kerstin Müller (Halle, RDA, 7 de junio de 1969) es una deportista alemana que compitió en remo.
Participó en los Juegos Olímpicos de Barcelona 1992, obteniendo una medalla de oro en la prueba de cuatro scull. Ganó una medalla de plata en el Campeonato Mundial de Remo de 1993, en la misma prueba.

## Palmarés internacional
| Juegos Olímpicos   | Juegos Olímpicos         | Juegos Olímpicos | Juegos Olímpicos |
| Año                | Lugar                    | Medalla          | Prueba           |
| ------------------ | ------------------------ | ---------------- | ---------------- |
| 1992               | Barcelona (España)       | Medalla de oro   | Cuatro scull     |
| Campeonato Mundial |                          |                  |                  |
| Año                | Lugar                    | Medalla          | Prueba           |
| 1993               | Račice (República Checa) | Medalla de plata | Cuatro scull     |